# Edgaria darjeelingensis
Edgaria darjeelingensis là một loài thực vật có hoa trong họ Cucurbitaceae. Loài này được C.B.Clarke mô tả khoa học đầu tiên năm 1876.